# BMW Isetta
BMW Isetta er en BMW „Rollermobil“ fra bilproducenten BMW i 1950'erne. På dansk fik den øgenavnet asfaltboble, mens den på tysk fik flere såsom Knutschkugel (kysseboble) foruden Halleluja-Auto og Advents-Auto (de sidste to var inspireret af linjen "Gør døren høj" i en julesang). 

## Baggrund
Under 2. verdenskrig blev produktionen af personbiler i de fleste fabrikker omstillet til produktion af krigsudstyr. Det gjorde bilfabrikkerne til yndede bombemål og det der blev til overs blev beslaglagt af besættelsesmagterne efter krigen. Det gjalt også BMW, som under krigen fortrinsvis havde bygget flymotorer. 
Efter krigen byggede BMW i starten motorcykler og begyndte først efter valutareformen i 1948 at lave planer for produktion af biler. Den første bil, som BMW udviklede, blev kaldt "barokenglen" og fik typebetegnelsen BMW 501/502, den viste sig at være et økonomisk forkert valg, fordi den kostede 15.000 DM at købe, hvilket var langt mere end de fleste havde råd til, da den gennemsnitlige månedløn i 1948 lå på omkring 350 DM. 

## Den stigende velstand
Der var arbejde nok i Tyskland, men for lidt arbejdskraft. Man kunne opnå velstand, og med velstanden voksede behovene: Den som havde råd til en knallert begyndte snart at se sig om efter en lille bil. De blev hurtigt til et statussymbol.
Det erkendte BMW, om end først i halvtredserne, da tyskerne efterhånden havde fået fjernet ruinerne efter anden verdenskrig. BMW havde imidlertid kun motorcykler og luksusbiler at byde på. 
Fra Italien kom der konkurrerende produkter i form af scootere såsom Lambretta og Vespa. BMW byggede også en scooter, men den slog ikke i gennem. Teknologien bag den blev imidlertid til fordel for andre planer: Udvikling af en minibil. Det var der ganske vist også andre konkurrenter, der havde udviklet, f.eks. Goggomobil og Messerschmitt Kabinescooter. 

## Isettaens betydning for BMW
I mellemtiden skete der det, at fabrikschefen Renzo Rivolta ved motorcykelproducenten Iso Rivolta konstruerede en Rollermobil af en usædvanlig form ISO-Isetta, som blev præsenteret for offentligheden i 1954. Fronten på dette køretøj åbnede man som på et køleskab, virksomheden havde jo da ikke for ingenting tidligere fremstillet køleskabe af type Iso-Thermos. Rattet svingede ud og til siden med fordøren, og gav således god plads til indstigning i en kabine med tilstrækkelig plads til to. 
I Tyskland var BMW truet af konkurs og man havde ikke længere penge til at lave en ny minibil. Der var imidlertid en anden mulighed: man kunne bygge på licens. 
På messen Salone dell'automobile di Torino opdagede BMW Isettaen og så deri en chance for BMW. Man blev enig med Iso om en aftale, hentede en Isetta på fabrikken og optimerede konstruktionen. Isettaen fik en ombygget encylindret motor fra BMW's motorcykelprogram, hvilket var et signal til kunden om, at man kunne regne med den sædvanlige BMW kvalitet. Det viste sig at det blev en succes. 
Isettaen kunne ganske vist ikke afværge den økonomiske krise ved BMW, men betød trods alt at man vandt tid. Den 5. marts 1955 blev Isettaen præsenteret for offentligheden til en pris af 2.580 DM. Fagpressen var imponeret. 
Den simple konstruktion i Isettaen blev en succes. Mellem 1955 og 1962 blev der solgt 161.728 Motocoupés. Dette tal blev kun overgået af Goggomobil fra virksomheden Glas fra Dingolfing.
Successen med Isettaen skaffede BMW den nødvendige finansielle luft til at kunne udvikle nye mellemklassemodeller, såsom BMW 1500. Uden Isettaen ville virksomheden formentlig ikke have eksisteret i dag.

## Kørselsoplevelsen
Bilen var bekvem, og man sad lige så godt i bilen som i en traditionel personbil, og der var plads til 2 voksne og 1 barn i bilen – og alligevel var der plads til en lille smule bagage. Desuden kunne man købe en lille bagagebærer, så der var plads til en kuffert, hvis man kørte på ferie i bilen – og, som om det ikke var nok med den lille 12HK motor, fandtes der også nogle, der kørte med campingvogn efter den lille bil.
Ville man have lidt frisk luft, kunne men enten åbne sideruderne eller skyde foldetaget lidt tilbage – men en decideret blæser fandtes der ikke i bilen – og oven på motoren var der lavet lidt plads til håndbagage. Der var mulighed for opvarmning af kabinen ved hjælp af kølerluft, men på kolde dage var det ikke nok, og det var klogt at have rigeligt med tøj på – men blæseren klarede at holde vinduerne fri for dug.
I Tyskland parkerede man bilen med front imod fortovet på grund af sin meget korte længde på 2.285mm, men det måtte man ikke i Danmark – og var man uheldig, havde nogen parkeret så tæt på fronten, at man ikke kunne komme ind i bilen.

## Forbrug
Benzintanken i Isettaen kan rumme 13 liter, heraf 3 liter i reservetank med omstillelig benzinhane. Det slår til til 400 km kørsel. Det vakte opsigt, da tysk TV ombyggede en Isetta, så den havde en 105 liters tank, og med skjult kamera fulgte med i hvad der skete, da man kørte ind på en tankstation og bad om at få tanken fyldt op. 

## Isettaen i dag
Isettaen er i dag en publikumsfavorit, sympatibærer for BMW såvel som et tidshistorisk interessant stykke bilhistorie. 
Det engelske firma Tri-Tech, som oprindelig leverede reservedele, udbyder fortsat en Isetta-efterligning under navnet "Zetta", som kan fås i samlesæt for 2.650 GBP eller køreklar for 9.450 GBP.

## Weblinks
- http://www.isetta.de
- Reklamespot for Isetta Arkiveret 12. april 2008 hos  Wayback Machine